# Marian Barbu
Marian Alexandru Barbu (Făgăraș, 13 agosto 1988) è un arbitro di calcio rumeno.

## Carriera
Esordisce in Liga I il 15 maggio 2014 arbitrando l'incontro tra Pandurii e Corona Brașov. Il 6 giugno 2021 dirige il suo primo incontro tra nazionali, in occasione dell'amichevole tra Moldavia e Azerbaigian.